# Romain Puértolas
Romain Puértolas (Montpellier, 21 december 1975) is een Franse schrijver.

## Levensloop
Romain Puértolas bezocht het Lycée Camille Vernet in Valence. Hij heeft een mastersgraad in de Spaanse literatuur en cultuur behaald in Grenoble en een mastersgraad in het Frans als tweede taal. Hij heeft in Brighton gestudeerd en sloot die studie af met een bachelorsgraad in de Engelse literatuur en cultuur. Hij bezit een diploma meteorologie, behaald bij Météo France.
Romain Puértolas is vele malen verhuisd. Hij woonde in drie landen: Frankrijk, Spanje, Engeland. Naast het Frans spreekt hij Spaans, Catalaans, Engels en Russisch.
Hij heeft gewerkt als diskjockey, componist, onderwijzer, tolk, steward, schoonmaker van gokautomaten, goochelaar en als luchtverkeersleider en piloot. Hij werkte als inspecteur bij het centraal bureau van de Franse grenspolitie. Hij was daar documentair-analist, gespecialiseerd in illegale immigratie en documentenfraude.
Onder de naam The Trickbusters maakte Romain een aantal filmpjes voor YouTube. In deze filmpjes laat hij zien hoe de trucs van een aantal grote goochelaars in elkaar steken.

### De wonderbaarlijke reis van de fakir die vastzat in een Ikea-kast
Dit is de eerste roman van Romain Puértolas die in het Nederlands is vertaald. Het verhaal gaat over een Indische fakir die zich in een kast verstopt in een filiaal van IKEA in Parijs. De kast wordt ingepakt en samen met een vrachtwagen met 5 clandestiene Soedanezen naar Engeland vervoerd. Uitzetting naar Spanje volgt, en daarmee verdere reisavonturen die met veel humor worden verteld.
Het is een roman waarin absurde situaties worden beschreven tegen de achtergrond van een maatschappelijk probleem, namelijk de manier waarop westerse landen met illegale migranten omgaan.
Het boek is in Frankrijk een groot succes. De Nederlandse recensies zijn wisselend. In 2018 verscheen de speelfilm L'Extraordinaire voyage du fakir van de Canadese regisseur Ken Scott.

## Persoonlijk leven
Romain Puértolas is gehuwd met een Spaanse kinderarts. Het echtpaar heeft twee jonge kinderen.